# Роджър Кроули
Роджър Кроули (на английски: Roger Crowley) е британски учен историк и писател на произведения в жанра исторически документални книги, базирани на реални исторически факти и разкази на очевидци.

## Биография и творчество
Роджър Кроули е роден на 28 юни 1951 г. в Англия, в семейството на военноморски офицер. Прекарва детството си в Малта, където е впечатлен от историята и културата на средиземноморските държави. Завършва гимназия в Шерборн. Следва английска филология в Еманюел Колидж на Кеймбриджкия университет.
Преподава английска филология в Истанбул и в Кеймбриджкия университет. Дълги години работи като издател. Пътува широко в средиземноморския басейн в продължение на много години и добива значителни познания за неговата история и култура.
Първата му книга „1453. Падането на Константинопол“ е издадена през 2005 г. През пролетта на 1453 г. младият и амбициозен султан Мехмед II напада столицата на Византийската империя, защитавана от император Константин XI Палеолог. Превъзходството на османците е смазващо, а пръв път в историята артилерията е използвана масирано. Книгата става бестселър. През 2020 г. тя е екранизирана от известния турски режисьор Емре Шахин в турския телевизионен минисериал „Възходът на империите: Османската империя“ с участието на Джем Юзюмоулу, Томазо Базили и Туба Бююкюстюн.
Следващите му книги – „Морските империи: Обсадата на Малта, битката при Лепанто и борбата за центъра на света“ (2008), „Град на късмета: Как Венеция управлява моретата“ (2012) и „Завоеватели: Как Португалия създава първата световна империя“ (2015), оформят своеобразна трилогия за морските завоевания в Средновековието.
В романа си „Accursed Tower: The Crusaders' Last Battle for the Holy Land“ (Прокълната кула: Последната битка на кръстоносците за Светата земя) описва края на кръстоносните походи и падането на Акра през 1291 г.
Произведенията на писателя са преведени на над 20 езика по света.
Роджър Кроули живее със семейството си в Шийпскомб (близо до Страуд), Глостършър.

## Произведения

### Самостоятелни романи
- 1453: The Holy War for Constantinople and the Clash of Islam and the West (2005) – издадена и като „Great Constantinople: The Last Siege“
1453. Падането на Константинопол, изд.: ИК „Изток-Запад“, София (2021), прев. Галина Лозанова
- Empires of the Sea: The Siege of Malta, the Battle of Lepanto, and the Contest for the Center of the World (2008)
- City of Fortune: How Venice Ruled the Seas (2012)
- Conquerors: How Portugal Forged the First Global Empire (2015)
- Accursed Tower: The Crusaders' Last Battle for the Holy Land (2019)

### Екранизации
- 2006 In Our Time – тв сериал, коментатор
- 2018 Empire builders – тв документален минисериал
- 2020 Възходът на империите: Османската империя, Rise of Empires: Ottoman – тв минисериал, 6 епизода, по книгата „1453. Падането на Константинопол“